# Geografie van IJsland

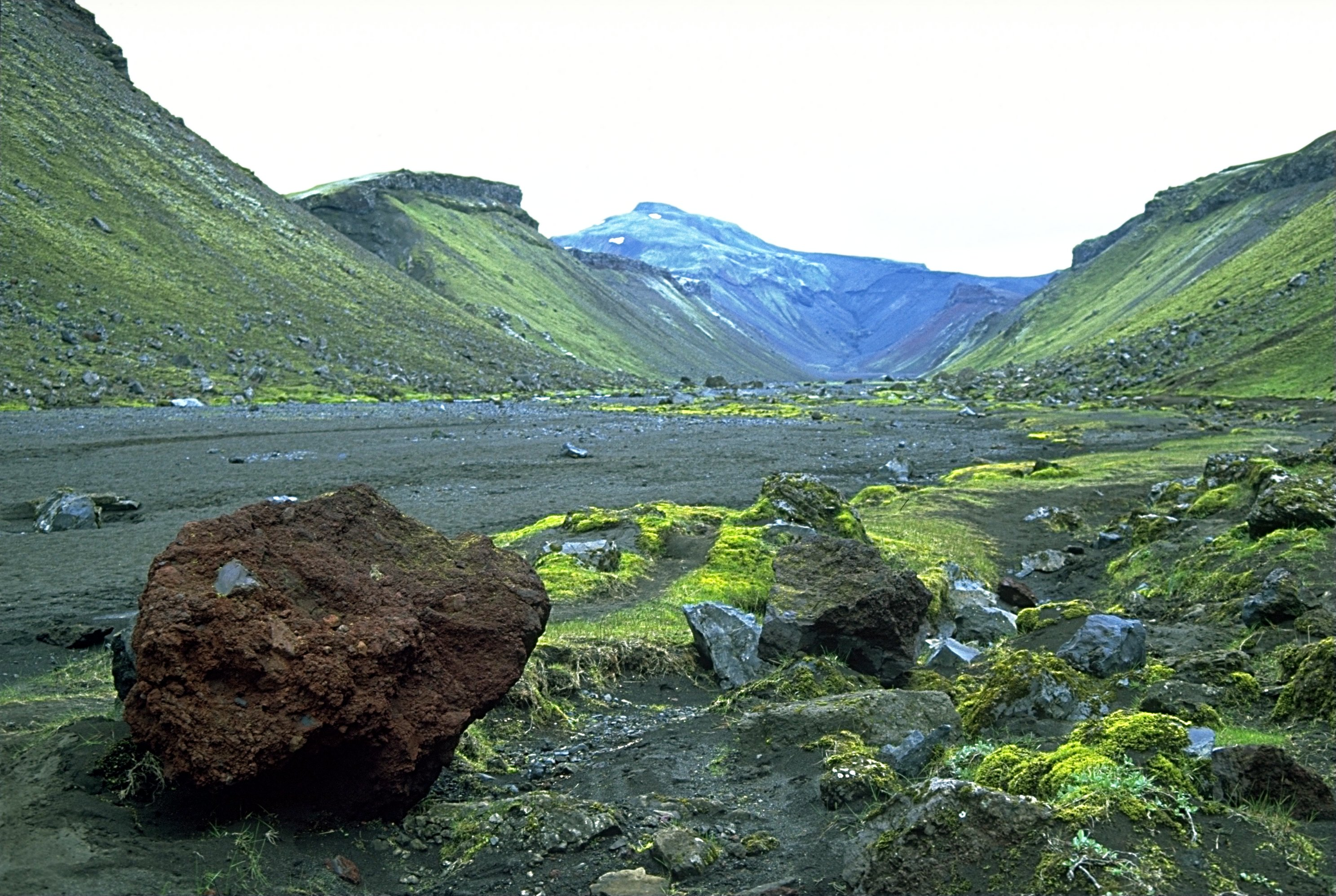
De steengletsjer Eldgjá op IJsland

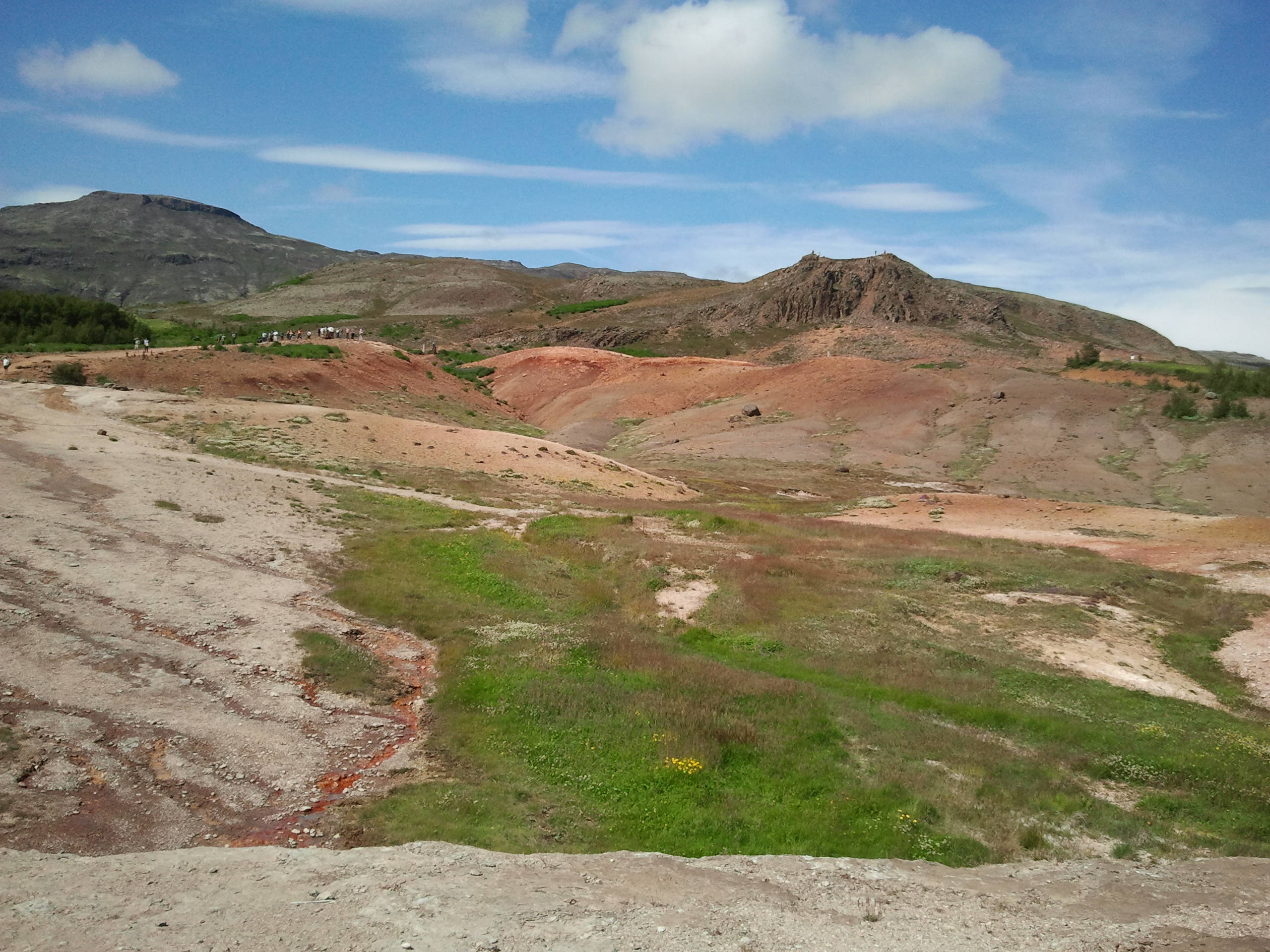
Landschap rondom de Geysir

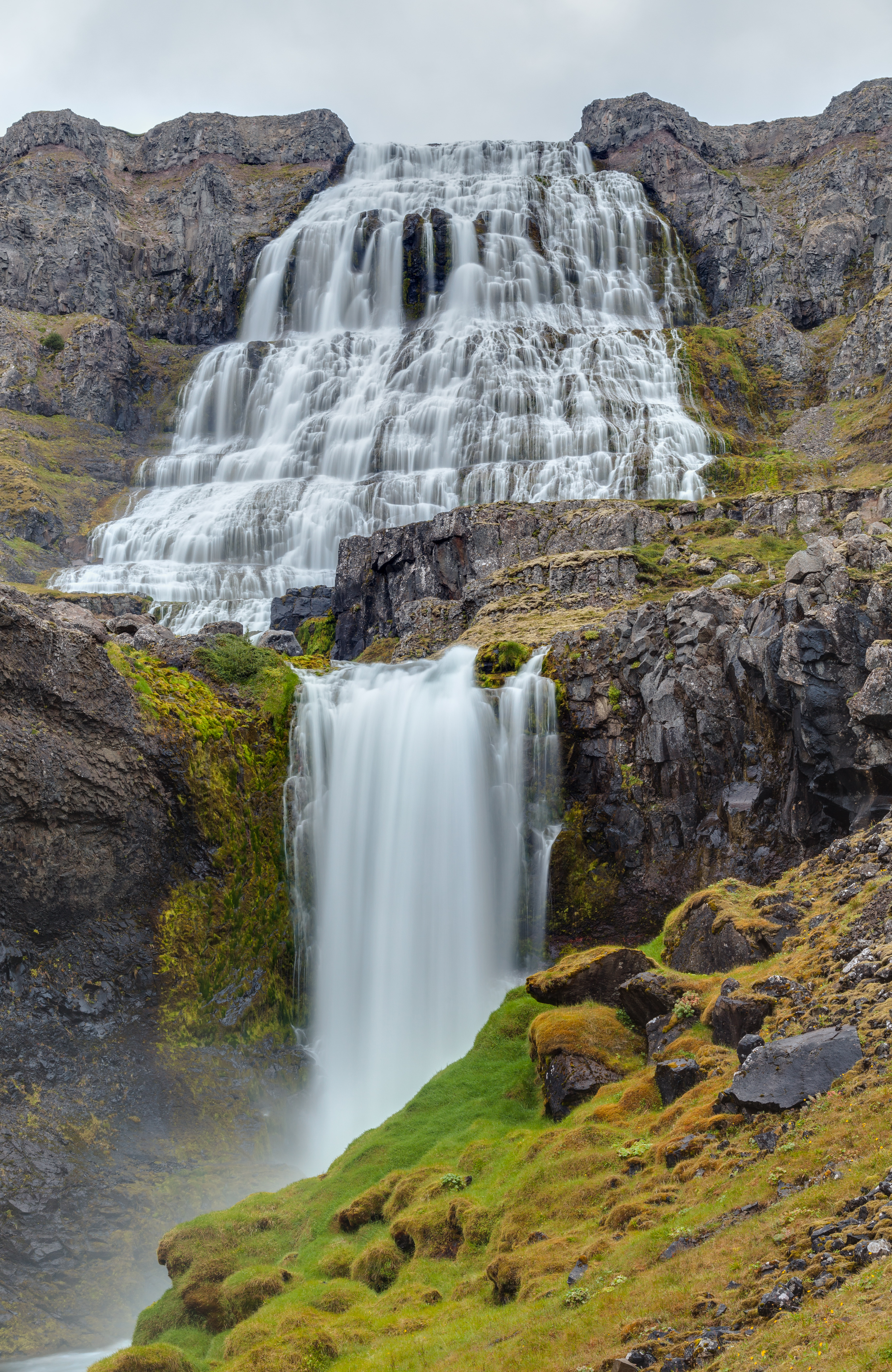
Waterval van Dynjandi

IJsland bestaat voor het overgrote deel uit laag- en middelgebergte, al dan niet met gletsjers bedekt, waarvanuit vele rivieren naar zee stromen. Sommige daarvan vervoeren zeer grote hoeveelheden water, maar ze zijn doorgaans voor boten onbevaarbaar. De hoogste berg is de Hvannadalshnúkur en ligt met zijn 2.110 meter hoogte grotendeels verscholen onder de Öræfajökull. Bomen komen op IJsland vooral in dwerg- en struikvorm voor, bijvoorbeeld in het natuurreservaat Þórsmörk. Alleen in het oosten van het land komt een gebied voor dat zich 'bos' mag noemen, het 2.000 hectare grote Hallormstaðaskógur. De bomen zijn daar voor het grootste deel aangeplant. Hoewel het land beroemd is om zijn geisers, is de echte Geysir na een aardbeving een stuk minder actief geworden; de nabijgelegen Strokkur spuit zijn waterfontein echter om de 5-8 minuten omhoog. Andere werkende geisers zijn veel minder spectaculair om te zien of zijn ten behoeve van de warmwatervoorziening afgedopt. Het binnenland is vrijwel onbewoond; het dichtstbevolkte gebied ligt aan de zuidwestkust rond Reykjavik.
Langs het noorden van het eiland stroomt de koude Oostgroenlandstroom, langs het zuiden de Golfstroom. Gekoppeld aan de wind die meestal van zuid naar noord over het eiland waait, is het klimaat in Reykjavik (zuidwest) kouder dan in Europa maar nog steeds gematigd. In het noordelijke Akureyri daarentegen zijn de temperatuurschommelingen vanwege de vaak aflandige wind groter. Vanaf de Vestfirðir in het noordwesten via het noorden tot aan het oosten van het land wordt de kustlijn gekenmerkt door grotere en kleine fjorden en baaien. Een aantal fjorden zijn in de wintermaanden enkel over het water te bereiken, en zijn zelfs in de zomer slechts toegankelijk met een 4WD-auto. Dat is mede de oorzaak van de ontvolking van dit deel van het land die sinds de Tweede Wereldoorlog aan de gang is. In het zuiden wordt de kustlijn gekenmerkt door een bijna volkomen afwezigheid van natuurlijke inhammen en uitgebreide spoelzandvlaktes, een resultaat van de overspoeling van de streek door het smeltwater van de Vatnajökull. De westkust wordt dan weer gekenmerkt door brede fjorden en baaien, zoals de Faxaflói (Faxabaai) en de Breiðafjörður. De vuurtoren bij Bjargtangar nabij de vogelkliffen van Látrabjarg is het westelijkste puntje van Europa.
Het binnenland is tijdens de zomermaanden grotendeels alleen toegankelijk voor 4x4-voertuigen. In de winter zijn vrijwel alle wegen daar onbegaanbaar en afgesloten.
Het landschap is bergachtig, tafelbergen wisselen af met actieve en slapende vulkanen en caldera's, waartussen (meanderende) rivieren zich een weg banen. Omdat IJsland geologisch gezien erg jong is, en de rivieren zich nog een weg door het harde basalt moeten slijten, komen er vele watervallen voor, waarvan er een aantal spectaculair zijn. De Dettifoss is qua watervolume de grootste waterval van Europa. Valleien werden in het verleden opgevuld door de lava van grote vulkaanuitbarstingen, waardoor er soms hele lavavlakten zijn.
IJsland heeft 4 nationale parken: Jökulsárgljúfur National Park, Skaftafell National Park, Snæfellsnes National Park en Þingvellir.

## Oppervlakten
- Gehele eiland 103.000 km²
- Ontgonnen 23.805 km²
- Meren 2757 km²
- Gletsjers 11.922 km²
- Binnenland 64.538 km²
- Kuststrook 4970 km

## Grootste eilanden
- Heimaey 13,4 km²
- Hrísey in Eyafjörður 8,0 km²
- Hjörsey in Faxaflói 5,5 km²
- Grímsey 5,3 km²
- Flatey in Skjálfandi 2,8 km²

## Hoogste bergen
- Hvannadalshnúkur 2110 m
- Bárðarbunga 2009 m
- Kverkfjöll 1920 m
- Snæfell 1833 m
- Hofsjökull 1765 m
- Herðubreið 1682 m
- Eiríksjökull 1675 m
- Eyjafjallajökull 1666 m
- Tungnafellsjökull 1540 m
- Kerling 1538 m
- Þorvaldstíndur bij Askja 1510 m
- Hekla 1491 m

## Grootste gletsjers
- Vatnajökull 8300 km²
- Langjökull 953 km²
- Hofsjökull 925 km²
- Mýrdalsjökull 596 km²
- Drangajökull 160 km²

## Grootste meren
- Þórisvatn 83–88 km²
- Þingvallavatn 82 km²
- Lögurinn (Lagarfljót) 53 km²
- Mývatn 37 km²
- Hvítárvatn 30 km²

## Diepste meren
- Öskjuvatn 220 m
- Hvalvatn 160 m
- Jökulsárlón bij Breiðamerkursandur 150 m
- Þingvallavatn 114 m
- Þórisvatn 113 m

## Langste rivieren
- Þjórsá 230 km
- Jökulsá á Fjöllum 206 km
- Ölfusá/Hvítá 185 km
- Skjálfandafljót 178 km
- Jökulsá á Dal 150 km

## Hoogste watervallen
- Glymur 190 m
- Stigafoss 138 m
- Háifoss 122 m
- Hengifoss 110 m
- Dynjandi 99 m
- Seljalandsfoss 65 m
- Skógafoss 62 m
- Dettifoss 44 m
- Gullfoss 32 m
- Goðafoss 12 m

## Meren van IJsland
Beschreven meren zijn: Apavatn, Askja, Blöndulón, Breiðárlón, Elliðavatn, Fjallsárlón, Frostastaðavatn, Grænalón, Grímsvötn, Hreðavatn, Hvalvatn, Hvítárvatn, Hvítavatn, Hálslón, Hóp, Jökulsárlón, Kleifarvatn, Kvíslavatn, Langisjór, Laugarvatn, Ljósavatn, Lögurinn, Myrkavatn, Mývatn, Öskjuvatn, Sigöldulón, Skorradalsvatn, Sultartangalón, Svínavatn, Tjörnin, Úlfljótsvatn, Þingvallavatn, en Þórisvatn.

## Fjorden van IJsland
Fjorden zijn: Berufjörður, Bitrufjörður, Borgarfjörður, Breiðafjörður, Eskifjörður, Eyjafjörður, Fáskrúðsfjörður, Fiskifjörður, Gilsfjörður, Grundarfjörður, Hafnarfjörður, Hrútafjörður, Hvalfjörður, Hvammsfjörður, Ísafjarðardjúp, Kollafjörður (Faxaflói), Kollafjörður (Strandasýsla), Miðfjörður, Mjóifjörður, Ólafsfjörður, Öxarfjörður, Patreksfjörður, Reyðarfjörður, Seyðisfjörður, Siglufjörður, Skagafjörður, Skerjafjörður, Skjálfandi, Steingrímsfjörður, Stöðvarfjörður en Vopnafjörður.